# Place Vendôme

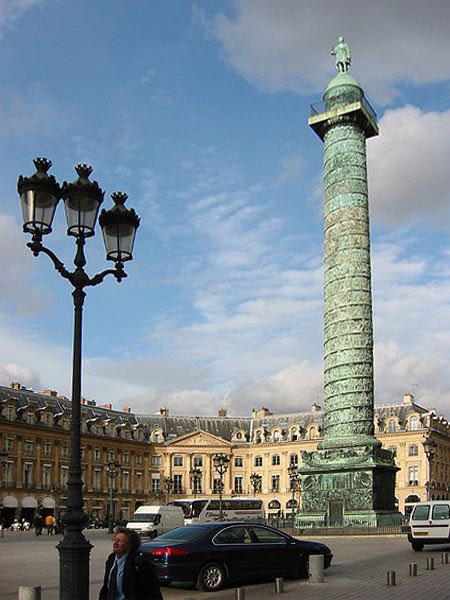
La Place Vendôme

Place Vendôme é uma praça no 1.º arrondissement de Paris localizada ao norte do Jardim das Tulherias e a leste da igreja de la Madeleine. É o ponto de início da Rue de la Paix. Sua arquitetura deve-se a Jules Hardouin-Mansart, que concebeu em 1699 um plano urbanístico ao qual deviam moldar-se os proprietários dos imóveis. A maior parte das fachadas está classificada como Monumento histórico.
O local também é conhecido por ser o local onde o compositor romântico Frédéric Chopin viveu seus últimos anos e morreu em 17 de outubro de 1849.